# Mustapha Diallo
Mustapha Diallo (Dakar, 14 de maio de 1986) é um futebolista profissional senegalês que atua como meia.

## Carreira
Mustapha Diallo começou a carreira no ASC Diaraf.